# Генрик Батута
Генрик Батута (пол. Henryk Batuta) — вигаданий соціаліст, революціонер, польський комуніст, стаття про якого проіснувала у польській Вікіпедії у 2004—2006 рр. Відомий як приклад розкритої фальсифікації у Вікіпедії. Згідно його вигаданої біографії, Батута народився в Одесі в 1898 році, брав участь в громадянській війні в Росії, разом з Ернестом Хемінгуеєм брав участь в громадянській війні в Іспанії. Стаття про нього була створена 8 листопада 2004 року і проіснувала 15 місяців, поки не була включена в список статей на видалення.
Анонімний автор чи автори створили статтю у Вікіпедії з описом неіснуючої історичної постаті й через вісім місяців той самий чи інші автори стали додавати інформацію про вигаданого персонажа в інших статтях Вікіпедії, ймовірно, щоб зміцнити довіру до підробки і підвищити рейтинг статті в пошукових системах. За даними газетних статей ця містифікація була роботою групи людей, що називають себе «Армією Батути».

## Розкриття фальсифікації
До тих пір, поки фальсифікація не була виявлена, стаття налічувала 10 речень і весь цей час залишалася «заготовкою», що, можливо, сприяло настільки довгому існуванню цієї фальсифікації. Стаття здобула популярність, коли замітки про неї з'явилися в польській «Газеті Виборчій» і журналі «Przekrój», а також в британському журналі «The Observer».
Фальсифікація була виявлена, коли статтю внесли до списку статей на видалення. Навіть після того, як обман був розкритий, його автори намагалися переконати інших в достовірності Батути, надаючи помилкові бібліографічні дані і навіть завантаживши відретушовану в графічному редакторові фотографію, на якій була зображена табличка на будинку з написом «вулиця Генріка Батути». Містифікація була «офіційно» підтверджена 9 лютого 2006 року, коли польські «Газета Виборча» і тижневик «Przekrój» опублікували статті про фальсифікацію.
Насправді у Варшаві є вулиця Батути, проте її назва походить від польського слова «batuta», яке означає «диригентська паличка».